# We Will Rock You
"We Will Rock You" este un cântec scris de Brian May, înregistrat și interpretat de formația Queen pe albumul lor din 1977 News of the World. Rolling Stone a clasat-o pe poziția 330 în topul "500 Greatest Songs of All Time" în 2004, iar RIAA a plasat cântecul pe poziția 146 în lista sa Songs of the Century. În 2009, "We Will Rock You" a fost introdus în Grammy Hall of Fame.
De la lansarea sa, "We Will Rock You" a fost utilizat pentru multiple cover-uri, remixuri, sample-uri, parodii, fiind utilizat de diferiți artiști, în show-uri TV, filme și în media din întreaga lume.

### Personal
- Freddie Mercury - lead și back vocal, bătăi din palme, bătăi din picioare
- Brian May - chitară electrică, back vocal, bătăi din palme, bătăi din picioare
- John Deacon - back vocal, bătăi din palme, bătăi din picioare
- Roger Taylor - back vocal, bătăi din palme, bătăi din picioare

## Versiunea Five + Queen
În 2000, formația engleză Five a lansat un cover pentru "We Will Rock You". A fost cel de-al 5-lea și ultimul single de pe al doilea lor album de studio, Invincible (1999). Lansat pe 17 iulie 2000, piesa îi are ca protagoniști pe doi membri ai formației Queen: Brian May la chitară și Roger Taylor la baterie.

### Lista pieselor
UK CD1
1. "We Will Rock You" (Radio Edit) – 3:08
2. "Keep on Movin'" (The Five-A-Side Mix) – 3:32
3. "We Will Rock You" (Video) – 3:08

UK CD2
1. "We Will Rock You" (Radio Edit) – 3:08
2. "Invincible Megamix" (Including "We Will Rock You") – 4:19
3. "Invincible Megamix" (Video) – 4:19

UK Cassette single
1. "We Will Rock You" (Radio Edit) – 3:08
2. "Keep on Movin'" (The Five-A-Side Mix) – 3:32
3. "Invincible Megamix" (Including "We Will Rock You") – 4:19

European CD single
1. "We Will Rock You" (Radio Edit) – 3:08
2. "Invincible Megamix" (Without "We Will Rock You") – 3:43
3. "We Will Rock You" (Video) – 3:08

## Performanțe
| Formația (an)       | Țara      | Poziția de top | Țara        | Poziția de top | Țara    | Poziția de top | Țara        | Poziția de top | Țara        | Poziția de top | Țara        | Poziția de top | Țara            | Poziția de top |
| ------------------- | --------- | -------------- | ----------- | -------------- | ------- | -------------- | ----------- | -------------- | ----------- | -------------- | ----------- | -------------- | --------------- | -------------- |
| Five & Queen (2000) | Australia | 3              | Austria     | 2              | Belgium | 17             | Ireland     | 6              | New Zealand | 29             | Switzerland | 18             | The Netherlands | 15             |
| Queen (2003)        | France    | 10             | Switzerland | 49             |         |                |             |                |             |                |             |                |                 |                |
| KCPK (2003)         | Austria   | 16             | Belgium     | 10             | France  | 2              | Switzerland | 16             |             |                |             |                |                 |                |